# (100132) 1993 RR8
(100132) 1993 RR8 es un asteroide perteneciente al cinturón de asteroides, descubierto el 14 de septiembre de 1993 por Henri Debehogne y el también astrónomo Eric Walter Elst desde el Observatorio de La Silla, Chile.